# 乌索夫山
乌索夫山（Mons Usov）是危海东南部的一座小型月球山丘，中心月面坐标为北纬11.91°、东经63.26°，底部直径约15公里。它位于费尔米库斯陨石坑以北、孔多塞环形山以西和阿格鲁姆岬西北，东南是直径32公里的奥祖陨石坑。本质上它属于危海盆地边缘环壁的一部分，由于该盆地已被月海玄武岩熔岩淹没而使它显得有些突兀。
曾有二艘前苏联空间探测器出现在乌索夫山附近：第一艘是月球15号，1969年7月它坠落在乌索夫山以西约70公里处；第二艘是月球24号，1976年8月18日它成功地降落在该山丘东北方，自动采集了月球岩石样本并将它们带回到地球。
1979年国际天文联合会正式以苏联地质学家"米哈伊尔·安东诺维奇·乌索夫（Mikhail Antonovich Usov）之名命名了它。

## 另请参阅
- 月球山脉